# Stijn Joseph
Stijn Joseph (Ieper, 18 september 1987) is een Belgisch voormalig wielrenner en veldrijder die tussen 2009 en 2011 prof was bij Topsport Vlaanderen-Mercator.

## Carrière
Joseph startte in de jeugdreeksen als veldrijder waar hij verschillende podia reed op de Belgische kampioenschappen. Op de weg won hij, als tweedejaars junior in 2005, het eindklassement in de Keizer der Juniores.
Na zijn overstap naar de beloften reed hij voornamelijk op de weg. In 2007 won hij, namens Beveren 2000, de Omloop van de Grensstreek. In juni 2008 werd hij vierde in de door Coen Vermeltfoort gewonnen Parijs-Roubaix voor beloften. Een week later won hij de Memorial Philippe Van Coningsloo. Vanaf augustus mocht hij stage lopen bij Quick Step-Innergetic. Namens die ploeg reed hij onder meer Parijs-Brussel en de Japan Cup. Ondanks zijn stage bij Quick Step-Innergetic, tekende hij in oktober zijn eerste profcontract bij Topsport Vlaanderen.
Zijn debuut voor Topsport Vlaanderen-Mercator, zoals de ploeg inmiddels heette, maakte Joseph in februari in de Ronde van Qatar. Later dat jaar maakte hij in Parijs-Roubaix, waar hij de finish niet haalde, zijn debuut in een Monument. Na drie seizoenen als prof moest Joseph de ploeg verlaten, waarna hij onderdak vond als eliterenner zonder contract bij Ovyta-Eijssen-Acrog.

## Overwinningen
2005
Eindklassement Keizer der Juniores
2007
Omloop van de Grensstreek
2008
Memorial Philippe Van Coningsloo

## Resultaten in voornaamste wedstrijden
|      | \| Jaar \| Parijs-Roubaix \| \| ---- \| -------------- \| \| 2009 \| opgave \| |
| Jaar | Parijs-Roubaix                                                                 |
| 2009 | opgave                                                                         |

## Ploegen
- 2008 –  Quick Step-Innergetic (stagiair vanaf 1 augustus)
- 2009 –  Topsport Vlaanderen-Mercator
- 2010 –  Topsport Vlaanderen-Mercator
- 2011 –  Topsport Vlaanderen-Mercator

Barredo · Bettini   · Boonen · Carrara · Cretskens · Davis · Devolder · Jefimkin · Engels · Facci · Gárate · Grabovski · Hulsmans · de Jongh · Kvist · Proni · Rosseler · Scarselli · Schwab · Seeldraeyers · Steegmans · Tonti · Tosatto · Van De Walle · Van Impe · Viganò · Visconti · Weylandt · Wynants · Joseph (stagiair) · Malacarne (stagiair)
Bakelants · Coenen · Criel · De Gendt · De Ketele · Goddaert · Hermans · Joseph · Keisse · Lodewyck · Maes · Mertens · Neirynck · Neyens · Nolf · Renders · Steurs · Vandewalle · Van Hecke · Vanheule · Vanmarcke · Vanspeybrouck · Debusschere (stagiair)
Armée · Baugnies · Boeckmans · Coenen · De Gendt · De Ketele · Jacobs · G.Joseph · S.Joseph · Lodewyck · Mertens · Neirynck · Neyens · Steurs · Van Hecke · Van Staeyen · Van Vooren · Vanmarcke · Vandewalle · Vanspeybrouck · Jodts (stagiair) · Serry (stagiair) · Wallays (stagiair)
Armée · Baugnies · Boeckmans · Coenen · Cornu · De Ketele · De Vreese · Jacobs · Jodts · G.Joseph · S.Joseph · Mertens · Neirynck · Salomein · Serry · Steurs · Van Hecke · Van Staeyen · Van Vooren · Vanspeybrouck · Wallays · Waeytens (stagiair) 